# Dietrich IV. (Holland)

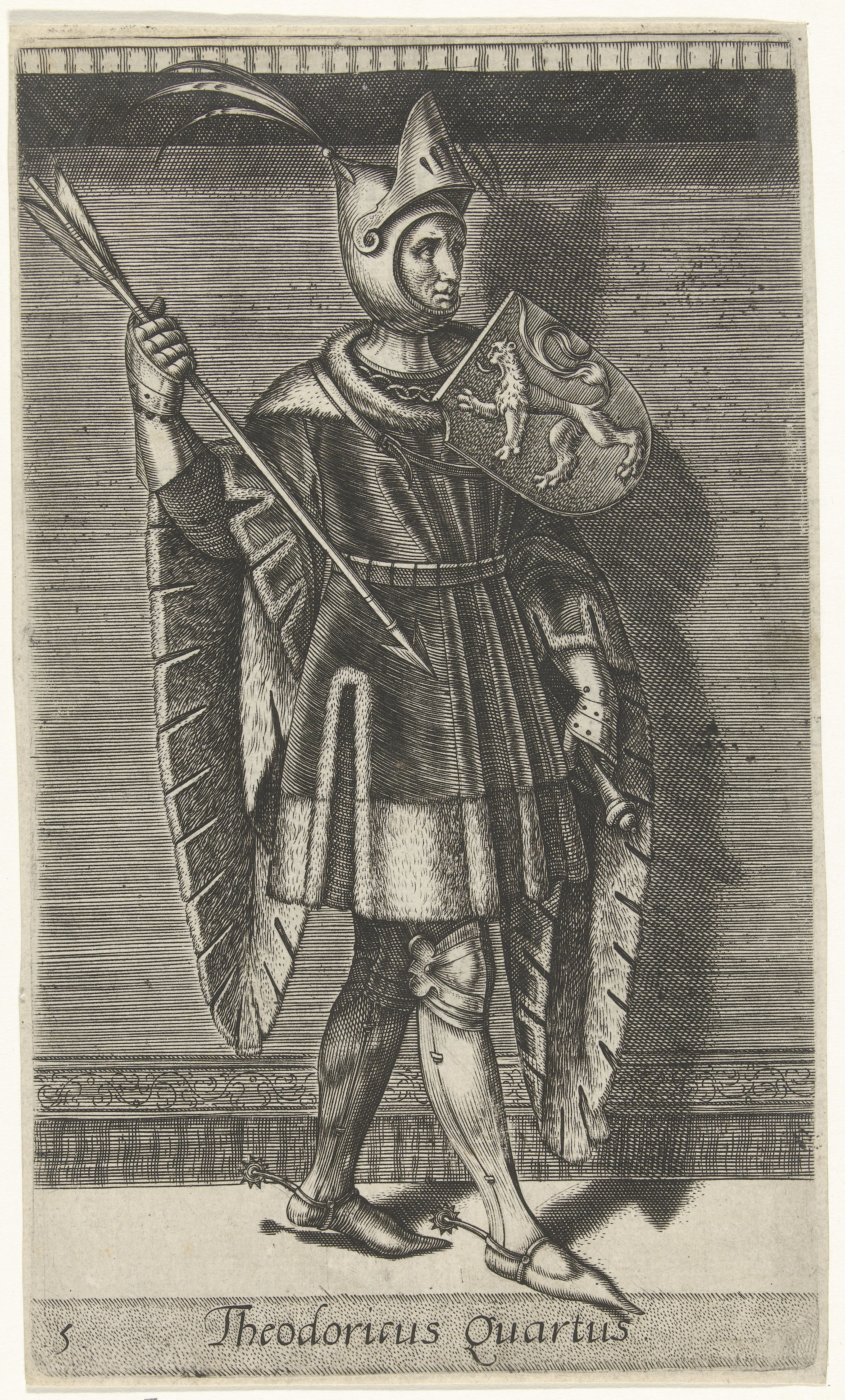
Dietrich IV., ahistorische Phantasiedarstellung 1578

Dietrich IV. († 13. Januar 1049 in Dordrecht) war von 1039 bis 1049 Graf von Holland.
Dietrich aus dem Geschlecht der Gerulfinger war der Sohn von Graf Dietrich III. von Holland und der Sächsin Othelindis. Er folgte seinem Vater 1039 als Graf von Holland.
Dietrich setzte die Politik seines Vaters fort und baute die Machtposition der Grafen in Südholland aus. Dies brachte ihn in Konflikt mit dem Bischof von Utrecht und den Bischöfen von Lüttich und Metz. Im Jahr 1046 führte Kaiser Heinrich III. einen Feldzug gegen Dietrich, dem es jedoch gelang, die dabei verlorenen Gebiete wieder zurückzuerobern. 1047 schloss sich Dietrich dem Aufstand Gottfrieds des Bärtigen gegen den Kaiser an. Dieser marschierte erneut in Holland ein, musste sich nach anfänglichen Erfolgen jedoch wieder zurückziehen. 1049 kam es erneut zu einem Konflikt mit den Bischöfen, die  Dordrecht besetzten. Dietrich gelang es, die Stadt zurückzugewinnen, am 13. Januar 1049 geriet er jedoch in einen Hinterhalt der bischöflichen Truppen und wurde getötet. Da Dietrich unverheiratet war, folgte ihm sein Bruder Florens als Graf von Holland. Dietrich wurde in Egmond begraben.